# Журавлёв, Николай Николаевич
Николай Николаевич Журавлёв (1900 — 1963) – советский хозяйственный, государственный и политический деятель.

## Биография
Родился в 1900 году в городе Сенгилее Симбирской губернии, в рабочей семье. После окончания школы  работал на суконной фабрике . Член ВКП(б) с 1921 года.
С 1918 года — на хозяйственной, общественной и политической работе. В 1918—1960 гг. — в РККА, секретарь комитета РКП(б) Ишеевской суконной фабрики имени Гимова, секретарь комитета РКП(б) — ВКП(б) Екатерининской суконной фабрики, в Сенгилеевском районном комитете ВКП(б), секретарь комитета ВКП(б) Сенгилеевского цементного завода, директор Русско-Бектяшинской, Старо-Майнской, Тагайской машинно-тракторной станции, председатель Исполкома Куйбышевского областного Совета депутатов трудящихся, заместитель директора Выставки достижений народного хозяйства СССР.
Избирался депутатом Верховного Совета РСФСР 1-го созыва.
Умер в 1963 году в Москве.